# Política turística
La política turística es un aspecto sectorial de la política económica aplicada sobre la actividad turística, emprendida por un determinado gobierno. Está influida por las respectivas políticas instrumentales monetaria, fiscal y laboral de la administración. También puede interferir mutuamente con otras políticas sectoriales como la educativa, la de transportes, la agraria y la medioambiental.